# 袋站 (富山縣)
袋站（日语：／ Fukuro eki */?）是位於富山縣富山市上袋，富山地方鐵道（地鐵）笹津線的鐵路車站（廢站）。

## 歷史
- 1951年（昭和26年） - 1952年（昭和27年）[注 1]：富山地方鐵道笹津線的袋站啟用。當時只有客運業務[1]。
- 1975年（昭和50年）4月1日：笹津線廢除，此站也被廢除[2][1][3][4]。

## 車站構造
截至車站廢除前，此站是一座地面車站，設有1面1線的單式月台。月台在路軌的東邊（地鐵笹津方向的列車會開啟左邊車門）。此站沒有轉轍器。
此站是無人車站。沒有站舍，月台上設有有蓋候車室。

## 車站周邊
車站位於稻田中。
- 國道41号（越中東街道）
- 富山縣道56號富山環狀線（日语：富山県道56号富山環状線） - 在此站廢除後開通。
- 明神社 - 鄰接車站（東邊[5]）。
- 太田供水道

## 現狀
截至1998年（平成10年），於OK Sunkus便利店上袋店的北邊附近可確認車站的位置。截至2007年（平成19年）9月，已經較難確認車站位置。
另外，在此站附近的路軌遺址變成了道路。截至2008年（平成20年）也是同樣，於此站遺址附近的道路均為市道。

## 相鄰車站
富山地方鐵道
笹津線
日本纖維前－袋－赤田

## 注腳

## 相關項目
- 日本鐵路車站列表 Fu